# سنجئورز-بیه
شهر سنجئورز-بیه (به رومانیایی: Sângeorz-Băi) در شهرستان بیستریتسه-نسئو در کشور رومانی واقع شده‌است. جمعیت این شهر ۱۰٬۷۰۲ نفر  است.